# Centaurea yozgatensis
Centaurea yozgatensis — вид квіткових рослин родини айстрових (Asteraceae). Ареал: Туреччина.